# Dromichaites
Dromichaites (altgriechisch Δρομιχαίτης, auch Dromichaetes) war um 300 v. Chr. ein Herrscher der Geten. Sein Reich erstreckte sich auf beiden Seiten der unteren Donau (heute Rumänien und Bulgarien). Die Hauptstadt seines Reiches Helis wird von rumänischen Historikern in der Walachischen Tiefebene vermutet. Seit der Entdeckung seiner Grabstätte bei Sweschtari in Nordbulgarien (1982) wird die Lage von Helis im westlichen Ludogorie vermutet.
292 v. Chr. geriet der Diadoche Lysimachos, König von Thrakien, bei einem Feldzug an die Donau in die Gefangenschaft Dromichaites. Dieser behandelte ihn zuvorkommend und ließ ihn bald darauf frei, um die Beziehungen beider Reiche nicht zu gefährden. Dromichaites heiratete daraufhin eine Tochter des Lysimachos. Der Sieg des Dromichaites über den König von Thrakien wird von einigen antiken Historikern erwähnt.